# Би Би Си Нюз
Би Би Си Нюз е оперативно бизнес подразделение на Би Би Си, отговорен за събирането и излъчването на новини и актуални събития в Обединеното кралство и по света. Отделът е най-голямата в света организация за излъчване на новини и генерира около 120 часа радио и телевизионна продукция всеки ден, както и онлайн отразяване на новини. Службата поддържа 50 чуждестранни новинарски бюра с повече от 250 кореспонденти по целия свят. Дебора Търнес е главен изпълнителен директор на новините и текущите събития от септември 2022 г.
През 2019 г. в доклад на Ofcom е съобщено, че Би Би Си харчи £136 милиона за новини през периода април 2018 г. до март 2019 г. Годишният бюджет на отдела надвишава 350 млн. фунта стерлинги; в него работят 3500 сътрудника, 2000 от които са журналисти. Отделите за вътрешни, глобални и онлайн новини на Би Би Си Нюз се помещават в най-голямата редакция за новини в Европа, в „Броудкастинх Хаус“ в Централен Лондон. Парламентарното отразяване се произвежда и излъчва от студия в Лондон. Чрез „Би Би Си Инглиш Реджиънс“, Би Би Си също има регионални центрове в цяла Англия и национални новинарски центрове в Северна Ирландия, Шотландия и Уелс. Всички региони произвеждат свои собствени местни новинарски програми и други актуални събития и спортни програми.
BBC е квазиавтономна корпорация, упълномощена s кралска харта, което я прави оперативно независима от правителството.